# Grimsøya
Grimsøya est une île de la commune de Bærum , dans le comté d'Akershus en Norvège.

## Description
L'île de 0,26 km2 est située dans l'Oslofjord intérieur. C'est une île résidentielle qui a une liaison par ferry en été depuis Bruksveien sur Snarøya. Grimsøya est sans voiture.

## Zone protégée
La réserve naturelle de Paradisbukta a été créée le 27 juin 2008. La réserve se compose d'une baie peu profonde avec un fond boueux du côté est de Grimsøya,.
L'objectif est de préserver une zone marine peu profonde presque intacte, ainsi que des marais salants et des terres arides calcaires avec la flore et la faune associées. La zone présente une grande diversité biologique et constitue un type de nature particulier et distinctif ; l'un des rares endroits restants de ce type dans l'Oslofjord.